# استین دو
استین دو (دانمارکی: Steen Due; ۲۷ فوریهٔ ۱۸۹۸ – ۲۶ مهٔ ۱۹۷۴) بازیکن هاکی روی چمن اهل دانمارک بود.